# Dub letní v Českém Těšíně
Dub letní v Českém Těšíně je solitérní památný dub letní (Quercus robur L.) v centru města Český Těšín nedaleko česko-polské státní hranice v okrese Karviná na Těšínsku. Geograficky se také nachází na levém břehu řeky Olše v pohoří Podbeskydská pahorkatina v Horním Slezsku v Moravskoslezském kraji.

## Historie a popis
Dub se nachází v areálu Kulturního a společenského střediska Střelnice. Podle údajů z roku 2016.
| Výška stromu:                 | 22 m                             |
| Obvod kmene ve výčetní výšce: | 3,37 m                           |
| Ochranné pásmo:               | dle zákona, kruh o poloměru 10 m |
| Datum prvního vyhlášení:      | 1. října 2016                    |

## Další informace
Dub letní v Českém Těšíně je celoročně volně přístupný.